# Жакмар, Жюль Фердинан
Жюль Фердинан Жакмар (фр. Jules-Ferdinand Jacquemart; 3 сентября 1837, Париж — 26 сентября 1880) — французский гравёр и иллюстратор; один из первых членов Общества французских акварелистов.

## Биография
Учился у отца, Альбера Жакмара, художника-любителя. Впоследствии стал известен 28 таблицами к сочинению своего отца  «Художественная, промышленная и торговая история фарфора» (фр. Histoire artistique, industrielle et commerciale de la porcelaine; 1861—1862, в 3 т.); 60 листов к сочинению Барбе де Жуи: «Gemmes et joyaux de la couronne» (1865); 12 листов, изображающих оружие и воинские доспехи из коллекции графа Ньевенкерка, и многих офортов с картин Яна Вермера Дельфтского, Фр. Халса, Остаде, Рембрандта, Месонье и других. Особенно хорошо воспроизводил различные ткани и предметы неодушевленной природы.